# Панчић
Панчић је српско презиме. Значајни људи са презименом су:
- Зоран Панчић (рођен 1953), српски веслач
- Јосиф Панчић (1814–1888), српски ботаничар